# Championnat d'Islande de football 1989
Navigation
Saison précédente Saison suivante
La saison 1989 du Championnat d'Islande de football était la 78e édition de la première division islandaise. Les 10 clubs jouent les uns contre les autres lors de rencontres disputées en matchs aller et retour.
Le Fram Reykjavik, tenant du titre, a tenté de le conserver face aux neuf meilleurs clubs du pays. Pour la première fois de son histoire, le Fylkir Reykjavik participe au championnat de première division.
C'est le KA Akureyri qui termine en tête du championnat et remporte le 1er titre de champion d'Islande de son histoire. Le club devance l'un des deux promus, le FH Hafnarfjörður qui finit 2e, à égalité avec le champion d'Islande sortant.
En bas de classement, le Fylkir Reykjavik redescend dès la fin de la saison en 2. Deild, tout comme l'ÍBK Keflavík.

## Les 10 clubs participants
| \| Reykjavik : · Valur - KR - Fram - Vikingur - Fylkir Akureyri : · þor - KA ÍA Akranes FH Hafnarfjörður ÍBK Keflavík \| Clubs participants |
| Reykjavik : · Valur - KR - Fram - Vikingur - Fylkir Akureyri : · þor - KA ÍA Akranes FH Hafnarfjörður ÍBK Keflavík                          |

| Club               | Classement 1988 | Stade            | Ville         |
| ------------------ | --------------- | ---------------- | ------------- |
| ÍA Akranes         | 3               | Akranesvöllur    | Akranes       |
| Fram Reykjavik     | 1               | Laugardalsvöllur | Reykjavik     |
| FH Hafnarfjörður   | 2. Deild        | Kaplakrikavöllur | Hafnarfjörður |
| Fylkir Reykjavik   | 2. Deild        | Laugardalsvöllur | Reykjavik     |
| KA Akureyri        | 4               | Akureyrarvöllur  | Akureyri      |
| ÍBK Keflavík       | 7               | Keflavíkurvöllur | Keflavík      |
| KR Reykjavik       | 5               | KR-völlur        | Reykjavik     |
| þor Akureyri       | 6               | Akureyrarvöllur  | Akureyri      |
| Valur Reykjavik    | 2               | Laugardalsvöllur | Reykjavik     |
| Vikingur Reykjavik | 8               | Laugardalsvöllur | Reykjavik     |

## Compétition

### Classement
Le barème de points servant à établir le classement se décompose ainsi :
- Victoire : 3 points
- Match nul : 1 point
- Défaite : 0 point

| Rang | Équipe             | Pts | J  | G  | N | P  | Bp | Bc | Diff |
| ---- | ------------------ | --- | -- | -- | - | -- | -- | -- | ---- |
| 1    | KA Akureyri        | 34  | 18 | 9  | 7 | 2  | 29 | 15 | +14  |
| 2    | FH Hafnarfjörður P | 32  | 18 | 9  | 5 | 4  | 27 | 17 | +10  |
| 3    | Fram Reykjavik T C | 32  | 18 | 10 | 2 | 6  | 22 | 16 | +6   |
| 4    | KR Reykjavik       | 29  | 18 | 8  | 5 | 5  | 28 | 22 | +6   |
| 5    | Valur Reykjavik    | 28  | 18 | 8  | 4 | 6  | 21 | 15 | +6   |
| 6    | ÍA Akranes         | 26  | 18 | 8  | 2 | 8  | 20 | 21 | -1   |
| 7    | Þor Akureyri       | 18  | 18 | 4  | 6 | 8  | 20 | 30 | -10  |
| 8    | Vikingur Reykjavik | 17  | 18 | 4  | 5 | 9  | 24 | 31 | -7   |
| 9    | Fylkir Reykjavik P | 17  | 18 | 5  | 2 | 11 | 18 | 31 | -13  |
| 10   | ÍBK Keflavík       | 15  | 18 | 3  | 6 | 9  | 18 | 29 | -11  |

|  | Qualifié pour la Coupe d'Europe des clubs champions 1990-1991 |
|  | Qualifié pour la Coupe des Coupes 1990-1991                   |
|  | Qualifié pour la Coupe UEFA 1990-1991                         |
|  | Relégation en 2. Deild                                        |

### Matchs
| Résultats (▼dom., ►ext.)                                   | þor | Val | KR  | Fylk | Kefl | Fram | Akr | KA  | FH  | Vik |
| Þor Akureyri                                               |     | 0-1 | 2-2 | 1-3  | 2-2  | 2-0  | 2-1 | 0-0 | 2-3 | 1-0 |
| Valur Reykjavik                                            | 3-0 |     | 1-0 | 4-1  | 2-2  | 0-2  | 2-0 | 0-1 | 0-1 | 1-0 |
| KR Reykjavik                                               | 3-2 | 1-1 |     | 2-2  | 3-0  | 1-0  | 1-3 | 0-0 | 2-0 | 2-2 |
| Fylkir Reykjavik                                           | 3-1 | 3-1 | 1-2 |      | 0-0  | 0-3  | 0-1 | 1-0 | 0-4 | 1-2 |
| ÍBK Keflavík                                               | 1-1 | 0-0 | 1-3 | 1-0  |      | 0-1  | 1-3 | 0-2 | 1-2 | 3-2 |
| Fram Reykjavik                                             | 2-0 | 1-0 | 2-1 | 1-0  | 1-1  |      | 4-1 | 1-3 | 0-0 | 1-0 |
| ÍA Akranes                                                 | 1-2 | 0-2 | 1-0 | 1-0  | 1-0  | 2-0  |     | 2-0 | 0-0 | 0-2 |
| KA Akureyri                                                | 1-1 | 1-1 | 4-1 | 2-1  | 2-1  | 3-1  | 1-0 |     | 1-1 | 3-3 |
| FH Hafnarfjörður                                           | 3-0 | 0-1 | 0-3 | 1-2  | 2-1  | 2-0  | 3-2 | 0-0 |     | 2-2 |
| Vikingur Reykjavik                                         | 1-1 | 2-1 | 0-1 | 4-0  | 2-3  | 0-2  | 1-1 | 1-5 | 0-3 |     |
| - Victoire à domicile - Match nul - Victoire à l'extérieur |     |     |     |      |      |      |     |     |     |     |

## Bilan de la saison
| Tableau d'Honneur                 |                |
| Compétition                       | Vainqueur      |
| Championnat d'Islande de football | KA Akureyri    |
| Coupe d'Islande de football       | Fram Reykjavik |
| Supercoupe d'Islande de football  | Fram Reykjavik |

| Qualifications européennes                   |                  |
| Coupe d'Europe des clubs champions 1990-1991 | Qualifié         |
| 1er tour                                     | KA Akureyri      |
| Coupe des Coupes 1990-1991                   | Qualifié         |
| 1er tour                                     | Fram Reykjavik   |
| Coupe UEFA 1990-1991                         | Qualifié         |
| 1er tour                                     | FH Hafnarfjörður |

| Promotion et relégation |                                       |
| Relégués en 2. Deild    | Fylkir Reykjavik ÍBK Keflavík         |
| Promus en 1. Deild      | ÍBV Vestmannaeyjar Stjarnan Gardabaer |

## Meilleurs buteurs
| # | Buteurs              | Clubs            | Nb de Buts |
| - | -------------------- | ---------------- | ---------- |
| 1 | Hordur Magnusson     | FH Hafnarfjörður | 12         |
| 2 | Guðmunður Steinsson  | Fram Reykjavik   | 9          |
| 2 | Petur Petursson      | KR Reykjavik     | 9          |
| 2 | Kjartan Einarsson    | ÍBK Keflavík     | 9          |
| 5 | Anthony Karl Gregory | KA Akureyri      | 8          |